# Neocheiridium tenuisetosum
Neocheiridium tenuisetosum es una especie de arácnido del orden Pseudoscorpionida de la familia Cheiridiidae.

## Distribución geográfica
Se encuentra en Argentina.